# Start Kijów
Start Kijów (ukr. ФК «Старт» Київ) – ukraiński klub piłkarski z siedzibą w stolicy kraju, mieście Kijów, działający w latach 1942–1943, w okresie okupacji niemieckiej.

## Historia
Chronologia nazw:
- 1942: Chlibzawod Kijów (ukr. «Хлібзавод» Київ, ros. «Хлебзавод» Киев)
- 1942: Start Kijów (ukr. «Старт» Київ, ros. «Старт» Киев)
- 1942: klub rozwiązano

Piłkarska drużyna Start Kijów została założona na początku czerwca 1942 w mieście Kijów, który był okupowany przez Niemców i występowała w rozgrywkach lokalnych miasta Kijów. Zespół prezentował miejscowy Zakład Piekarski nr 1. Skład drużyny składał się z byłych piłkarzy klubów Dynamo Kijów, Łokomotyw Kijów oraz CDKA Moskwa, którzy pozostali wtedy w Kijowie. Barwy klubu broniło 17 piłkarzy: byli dynamowcy Mykoła Trusewicz, Mychajło Swiridowski (grający trener), Iwan Kuźmenko, Ołeksij Kłymenko, Makar Honczarenko, Mychajło Putystin, Pawło Komarow, Fedir Tiutczew, Mykoła Korotkych, Mychajło Melnyk, lokomotiwowcy Wołodymyr Bałakin i Wasyl Suchariew, kucharz Jurij Czerneha oraz policjanci Łew Hundariew, Ołeksandr Tkaczenko, Hryhorij Tymofejew i Sotnyk. Latem klub rozegrał 4 mecze przeciwko niemieckim wojskowym (w tym mecz 9 sierpnia 1942 z Flakelf - drużyną niemieckich sił lotniczych - znany jako mecz śmierci), 3 meczów przeciwko węgierskim wojskowym, 1 mecz przeciwko rumuńskim wojskowym oraz 2 mecze przeciwko ukraińskiemu Ruchowi Kijów (2:0 i 8:0). Wszystkie mecze Start wygrał.
Mecze z drużyną Flakelf (niemiecka drużyna przeciwlotnicza) były fatalne dla kijowskich piłkarzy. Pierwsze spotkanie odbyło się 6 sierpnia 1942 roku i zakończyło się przekonującym zwycięstwem Ukraińców – 5:1. Trzy dni później Niemcy zebrali wzmocniony skład na rewanż. Po pierwszej połowie Start prowadził 3:1. W przerwie do szatni zawodników Startu wszedł niemiecki dowódca wojskowy (pułkownik) i pod groźbą obozów zagłady i rozstrzelania zażądał od radzieckich piłkarzy poddania meczu. Druga połowa była wyrównaną i zaciętą walką, a Niemcom udało się wyrównać. Ale potem Start odniósł zwycięstwo 5:3, które kosztowało ich życie. Zaraz po meczu wszystkich 11 piłkarzy zabrano do Babiego Jaru i rozstrzelano. Jak ustalili historycy, egzekucja na zawodnikach Dynama odbyła się dopiero rok później i wcale nie z powodów piłkarskich. Po bójce w kijowskiej piekarni Niemcy wydali rozkaz zastrzelenia sprawców, wśród których było kilku uczestników pamiętnego meczu.
Potem klub został rozwiązany.